# Елинор (Јута)
Елинор (енгл. Elsinore) град је у америчкој савезној држави Јута.

## Демографија
По попису из 2010. године број становника је 847, што је 114 (15,6%) становника више него 2000. године.
| Група             | 2000.       | 2010.       |
| Белци             | 694 (94,7%) | 773 (91,3%) |
| Афроамериканци    | 1 (0,1%)    | 0 (0,0%)    |
| Азијати           | 2 (0,3%)    | 7 (0,8%)    |
| Хиспаноамериканци | 19 (2,6%)   | 45 (5,3%)   |
| Укупно            | 733         | 847         |